# 苦味四须鲃
苦味四须鲃（学名：Barbodes amarus）為輻鰭魚綱鯉形目鯉科的其中一個種，分布於亞洲菲律賓民答那峨島拉瑙湖，為特有種，背面褐色，淡黃色的在側邊與腹面上，具銀色光彩；唇與吻頂端有黑色邊緣；鰭條暗色；鱗片在側線上面邊緣有一條細小黑色斑點條紋，背鰭硬棘4枚；背鰭軟條8枚；臀鰭硬棘3枚；臀鰭軟條5枚，體長10.8公分，棲息在中底層水域。